# Правонаступництво Римської імперії

Територія Римської імперії у 476-1400 рр.

Правонаступництво Римської імперії — державне продовження, правонаступництво та спадкоємство Римської імперії в історії країн Європи та Середземноморського басейну. В різні періоди низка держав вважали себе спадкоємцями могутності, престижу і величі, пов’язані з Римською імперією.
З часу занепаду Римської імперії, декілька держав заявили про безпосередню спадкоємність від Римської імперії, використовуючи її назву або її варіацію як свою власну назву. З плином століть і нових політичних змін ідея інституційної спадкоємності ставала все більш умовною. Найбільшими та значнішими претендентами на спадщину Римської імперії були на Східна Римська імперія, Трапезундська імперія, Османська імперія, дві останні претендували на правонаступництво й Візантійської імперії після 1453 року; а на Заході — Священна Римська імперія з 800 по 1806 рік.
Прикладом різноманітних спроб привласнити спадщину Римської імперії є православна Росія, яка розробила міф «Третього Риму», в якому «Перший Рим» — це Римська імперія, «Другий Рим» — це Константинополь у Візантійській імперії,  й використовували ці твердження для підкріплення "прав" на "правонаступництво".

## Історія
У Західній Європі історики вважать, що останнім імператором був Ромул Августул, якого 476 р. змінив імператор Одоакр, що взяв Рим, чим знаменується падіння Західної Римської імперії і початок доби Середньовіччя. На практиці це історіографічна умовність, оскільки Римська імперія продовжила існувати в більшій частині своїх територій.
Починаючи з 4-го століття і особливо після Фесалонікського едикту 380 року, що проголосив християнсько офіційною релігією Римської імперії, поширення християнства стало ключовим рушієм Римської імперської ідентичності. Після цієї дати територією Імперії вважались території християнського світу, а розбіжності в цих кордонах призвели до тривалих конфліктів з сусідами. Церковний розкол між Сходом і Заходом, який відбувся 1054 роцу, як наслідок тривалої боротьби за верховенство та юрисдикцію між Папами в Римі й імператорами в Константинополі призвів до формування нових ідеологій, що оправдовували першість того чи іншого центру впливу. 

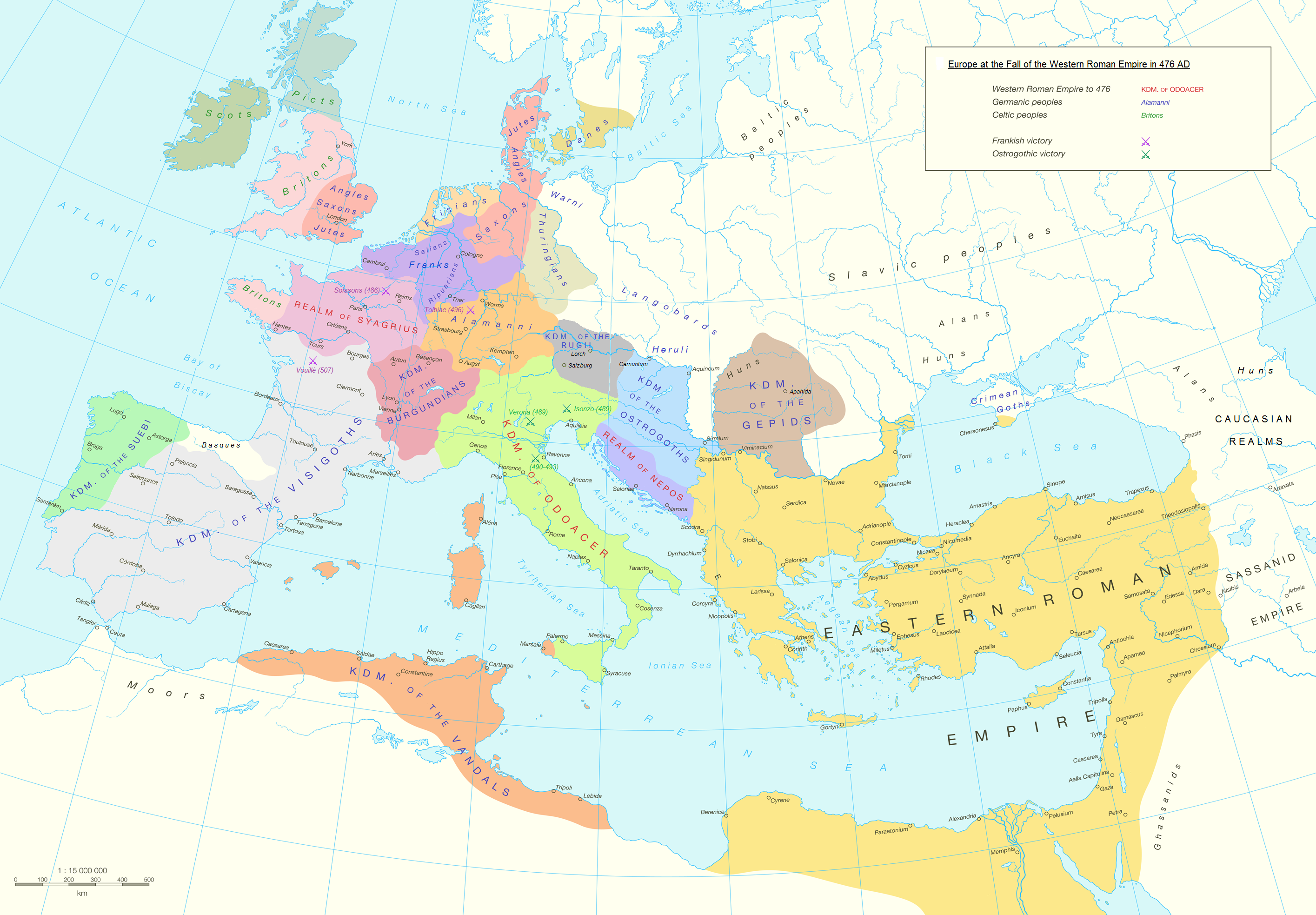
Європейські королівства, 476

Двічі Східні Римські імператори возз’єднали свою церкву із Римом з політичних мотивів і без тривалого ефекту. На Другому Ліонському соборі 1274 року імператор Михайло VIII хотів зупинити плани Карла I Анжуйського щодо повторного вторгнення в Імперію; ця унія була скасована на Влахернському соборі 1285 року після смерті Михайла і Карла. 

На соборі у Феррарі/Флоренції в 1438–1439 роках імператор Іван VIII під загрозою Османського завоювання уклав нову Унію про об'єднання православних і католиків, пізніше ця Унія була проголошена митрополитом Ісидором Київським, проте після взяття Константинополя османами вона була скасована новим Патріархом. 
Між Римською та Східною Римською імперіями існує безперервна спадкоємність, оскільки дата закінчення першої та початку другої є, по суті, питанням історіографічної умовності. Державний процес тривав, без перерв, просто змінивши столицю з Риму на Константинополь, постійно і майже виключно називаючи себе римлянами, імперія прийняла грецьку як основну державну мову в 7 столітті.
На переконання середньовічних людей, Римська імперія була неподільною, а її імператор мав певну гегемонію навіть над християнами, які не мешкали в межах офіційних кордонів імперії. Після занепаду Західної Римської імперії під час пізньої античності Східна Римська імперія (яка представляла її вцілілі провінції) була визнана легітимною спадкоємницею Римською імперією Папою Римським та різними новими королівствами по всій Європі. Ситуація змінилася 797 року, коли імператор Костянтин VI був скинутий, осліплений і замінений на посаді правителя своєю матір’ю, імператрицею Іриною, правління якої не було прийнято в Західній Європі. Тоді Папа Лев III проголосив короля франків, Карла Великого, імператором римлян у 800 році відповідно до концепції translatio imperii (передачі імператорської влади). Коли Карл писав до Константинополя в 813 році, він титулував себе як «Імператор і Август, а також король франків і лангобардів».
871 року відбулась полеміка між імператором Заходу Людовика II та імператором Римлян (Сходу) Василієм I. Імператор Василь обґрунтував свою відмову визнавати Людовика ІІ імператором двома основними моментами. По-перше, титул Римського імператора не був спадковим, а по-друге, він не вважався належним для когось із родів або націй. Крім того, Людовик не був римським громадянином і, отже, не міг бути римським імператором. Хоча Василь вважав, що Людовик міг бути імператором франків, але не Римської імперії.
Незважаючи на те, що Східна Римська імперія пройшла через численні політичні потрясіння та зіткнулася з періодами часткового занепаду в 7-му та наприкінці 11-го століть, вона демонструвала безсумнівну інституційну спадкоємність давньої Римської імперії аж до 1204 року. Навпаки, на територіях Східного Середземномор’я, які перестали бути частиною Імперії в той період, майже не з’явилося офіційних претензій на спадкоємність щодо Імперії. Авари та слов’яни в Південно-Східній Європі, сасаніди та мусульмани в Леванті та Північній Африці мали свої традиції правління та не мали бажання видавати себе за римлян. 

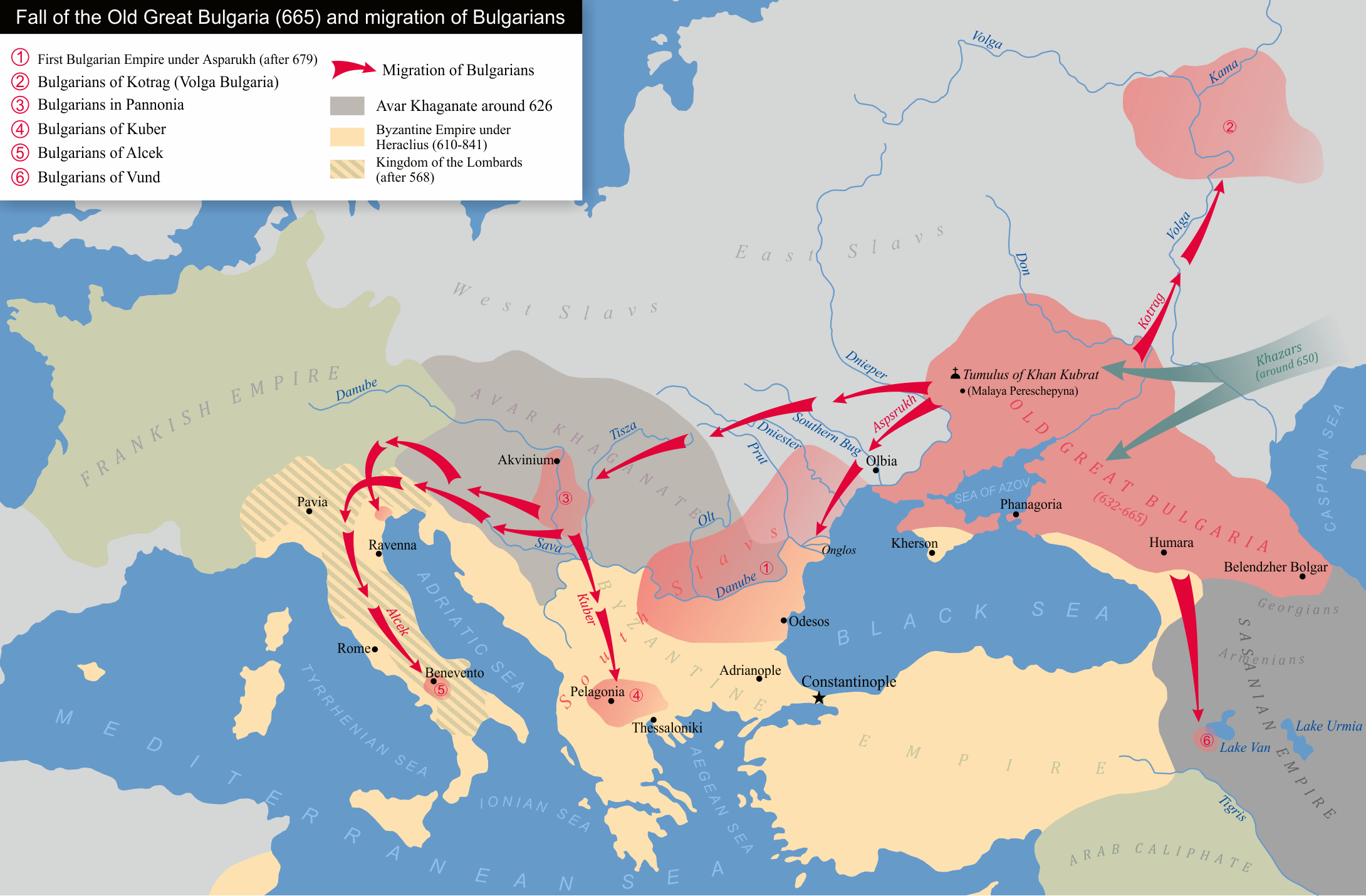
Мапа міграції болгарських племен

Лише болгари, у період до 1204 року, створили єдину значну конкуруючу імперську претензію, коли 913 року князь Болгарії Симеон I Великий був коронований як «імператор і самодержець усіх болгар і римлян» Патріархом Константинопольським та імперським регентом Миколою Містіком. Десятиліття 914–927 років минуло у візантійсько-болгарській війні через претензії болгар на правління в імперії. Врешті-решт болгарський монарх був визнаний з титулом «імператор болгар» (basileus tōn Boulgarōn) Східним Римським імператором Романом I Лакапеносом у 924 році. Визнання Константинополем та Східною Римською імперією - імператорської гідності болгарського монарха та Патріаршої гідності голови болгарського православної церкви було знову підтверджено після укладення миру та болгаро-візантійського династичного шлюбу 927 року. Болгарський титул «цар» (цісар, кесар) носили усі Болгарські монархи до падіння Болгарії під владу Османської імперії.
Під час Другого Болгарського царства, літературні твори XIV століття зображували тодішню столицю Тирново, як спадкоємцю Риму та Константинополя. Болгарські сучасники називали місто «Царгород Тарнов» або імператорське місто Тирново, наслідуючи назву, яка використовувалася для Константинополя - Царгород.
Східна Римська імперія продовжила існувати до падіння Константинополя 1453 року. Після цього претензії на правонаступництво історичну спадщину Римської імперії висували Трапезундська імперія, Священна Римська імперія, Османська імперія та Російська імперія. Зокрема, Османський султан Мехмед II виправдовував своє присвоєння титулу Римського імператора правом завоювання Константинополя, що узгоджувалося з візантійською імперською ідеологією, яка вважала, що контроль над Константинополем становив ключовий легітимаційний фактор для імператора. Претензії Мехмеда II були також визнані Вселенським патріархом Константинополя в 1454 році. Мехмед II мав намір підкріпити свої претензії, розпочавши завоювання Італії, але його смерть у 1481 році не дала змоги Османській державі завоювати Рим. Востаннє офіційне використання титулу Римського імператора османськими султанами було у 18 столітті.
Крім того, держава, яку тепер називають «Візантійською імперією», ніколи не вживала цей термін й іменувала себе Римською імперією або Імперією Римлян до падіння Константинополя. Після створення Священної Римської імперії у 800 році західноєвропейські держави неохоче використовували епітет «Римська» до Східної імперії та часто називали її «Імперією греків» або «Грецькою імперією», хоча вони використовували також назву Романія – для Латинської імперії 13 ст. Мусульманські країни сходу зазвичай називали мешканців Східної імперії «римлянами», а західноєвропейців Священної Римської імперії «франками».
Назва Візантія відноситься до стародавнього міста на Босфорі, яке імператор Костянтин перейменував на Константинополь у 330 році. Після цього воно не використовувалося, доки 1557 року німецький учений Єронім Вольф опублікував свій Corpus Historiæ Byzantinæ, збірку історичних джерел про Східну Римську імперію. За межами Франції в західному світі воно стало загальним вживанням лише приблизно в середині 19 століття, після того як Бартольд Георг Нібур і його продовжувачі опублікували 50-томний Corpus Scriptorum Historiae Byzantinae.
Подібним чином «Священна Римська імперія» називалась також «Франкською» або «Римсько-німецькою імперією» (Römisch-Deutsches Reich).

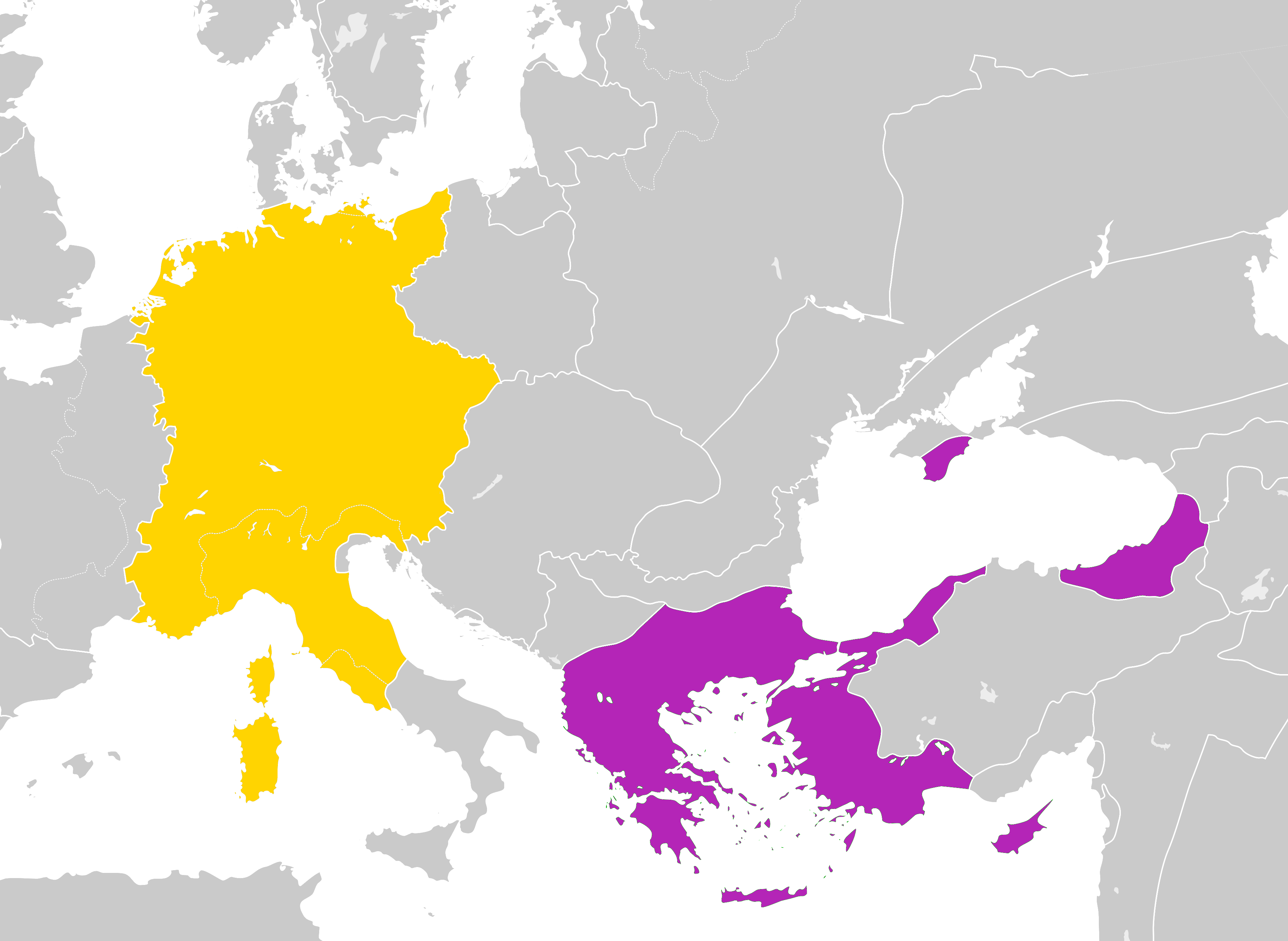
Мапа Священної Римської імперії (жовтий) і Східної Римської імперії (фіолетовий), кордони 12 століття

Четвертий хрестовий похід і пограбування Константинополя католиками 1204 року ознаменували серйозний занепад Східної Римської імперії та розпочали період роздробленості та конкуруючих претензій на легітимність і спадщину імперії. Загарбники-хрестоносці поділили більшу частину Імперії між собою за формальним договором про поділ, згідно з яким пряме правління Латинської імперії Константинополя не поширювалося далеко за межі самого міста. Він включав протоки та їхні безпосередні прилеглі території, наприклад Адріанополь і Нікомедію, але не Салоніки та Нікею. Інші території колишньої імперії не були завойовані католицькими хрестоносцями і залишалися утримуваними різними новоявленими королями.
Крім того, декілька держав, що виникли після пограбування Константинополя католиками, претендували на те, щоб вважатись законними спадкоємцями Римської імперії з різних мотивів: Латинська імперія утримувала імперську столицю; правителі Трапезундської імперії походили з імператорського роду Комнінів; правителі Епірського деспотату походили з імператорської родини Ангелів; Нікейська імперія зберігла у себе православних Константинопольських патріархів, і зрештою перемогла завдяки вмілому управлінню альянсами та відвоюванню Константинополя 1261 року.
Латинська імперія створила власну династію імператорів, спочатку з представників правлячого будинку графів Фландрії, а потім французьким будинком Куртене. В той же час, Латинська імперія навіть не була політично домінуючою серед власних держав хрестоносців, що постали внаслідок Хрестових походів. 

Після вигнання хрестоносців з Константинополя у 1261 році титул Латинського імператора мав номінальне значення. Жак де Бо був князем Ахеї в 1381–1383 роках і останнім титулярним Латинським імператором.
Династія Палеологів продовжила Римську імператорську традицію після повернення до Константинополя у 1261 році аж до Османського завоювання в 1453 році. Східна Римська імперія значно скоротилася протягом цього періоду, і в кінці залишилося лише саме імперське місто без будь-яких внутрішніх районів, а також більша частина Пелопоннесу. А Морейський деспотат проіснував поки османи не завоювали його в 1460 році.
1345 році сербський король Стефан Душан проголосив себе імператором (базілевсом і автократом) сербів, римлян і албанців, і був коронований у Скоп'є на Великдень 1346 року новоствореним Сербським патріархом, а також патріархом всієї Болгарії та архієпископом Охридським. Його імператорський титул був визнаний, серед іншого, Болгарською імперією, значно зменшеною після сербською-болгарської битви під Велбаждом 1330 року. У Сербії титул «імператор сербів і римлян» використовувався й сином Стефана Душана - Стефаном Урошем V до його смерті в 1371 році. Зведений брат Душана, Симеон Урош, а потім його син Йован Урош використовували цей титул в своїй державі до 1373 року, як представники правлячої династії у Фессалії.

Мапа Трапезундської імперії після 1204 року

Трапезундська імперія, одне з державних утворень, що виникло після захоплення хрестоносцями Константинополя, вважала себе прямою спадкоємницею Римської імперії та проіснувала до османського завоювання в 1461 році. Її правителі Комніни претендували на імперський титул, конкуруючи з правителями Константинополя. 

Окреме державне утворення на Кримському узбережжі Чорного моря, князівство Теодоро, що спочатку було частиною Трапезундської імперії, а потім стало спадкоємцем та продовження Трапезундької держави, впало під навалою османів лише в 1475 році. Однак нема свідчень, що його правителі претендували на статус Римських імператорів.
Московський правитель Іван III 1472 року одружився з Софією Палеологинею, племінницею останнього імператора Східної Римської імперії Костянтина XI , і називав себе царем («Цезар»). 1547 році Іван IV придумав для себе титул «Цар Всєя Русі». 1589 році Московська митрополія стала Московським патріархатом завдяки зусиллям Бориса Годунова. Ця послідовність подій йшла в контексті наративу, про те, що Московія була наступником Візантії як «Третього Риму». 1492 року митрополит Московський Зосима назвав Івана III «новим царем Костянтином нового міста Костянтина — Москви».
Іспанська монархія визнала себе політично та юридично спадкоємцем і наступником Римської імперії в Іспанії, використовуючи римські символи  і титули монархії. Крім того, двоє правителів Вестготського королівства намагалися претендувати на імперську владу: Бурдунел (496) і Петрус (506). Протягом Середньовіччя в Іспанії деякі монархи, в основному з королі Кастилії та королі Леона, використовували титул Imperator totius Hispaniae, в якому були претензії на рівність з правителями Візантійської імперії та Священної Римської імперії.
Політика Османських султанів як самопроголошених імператорів римлян, підтримувала незалежність Православної церкви від Риму, а також призвела до відродження Сербського патріархату в Печі в 1557 р. Вважати себе законним спадкоємцем Римської імперії стало частиною ідеології Султанату разом із його турецькою та мусульманською спадщиною. У дипломатичних відносинах зі Священною Римською імперією Османська імперія дуже довго відмовлялася визнавати претензії німецьких правителів на спадщину Римської імперію, оскільки вважали себе єдиними законними спадкоємцями Риму. Так, за Константинопольською угодою (1533) європейці погодилися не згадувати Священну Римську імперію, згадуючи лише Фердинанда I як короля Німеччини та Карла V як короля Іспанії. 
Андреас Палеолог, племінник останнього імператора Східної Римської імперії Костянтина XI Палеолога та голова роду Палеологів, почав називати себе імператором Константинополя в 1483 році, а пізніше продав права на імператорський титул королю Франції Карлу VIII. З 1494 року наступні королі Франції зберігали претензії на цей титул аж до Карла IX у 1566 р., коли він перестав його вживати. 
В той же час, у своєму заповіті від 1502 року Андреас Палеолог ще раз передав свій імператорський титул, цього разу Фердинанду II Арагонському та Ізабелі I Кастильській. Предендентами на імператорський титул були ще Шарль I Ґонзаґа, герцог Мантуї , який стверджував, що походить від роду Палеологів, і оголосив у 1612 році про свій намір повернути Константинополь, але йому вдалося лише спровокувати повстання на півострові Мані, яке тривало до 1619 року.